# Triandaíika
Triandaíika (Triantaiika) är en ort i Grekland.   Den ligger i prefekturen Nomós Aitolías kai Akarnanías och regionen Västra Grekland, i den centrala delen av landet, 220 km väster om huvudstaden Aten. Triandaíika ligger 122 meter över havet och antalet invånare är 1 484.
Terrängen runt Triandaíika är platt åt sydväst, men åt nordost är den kuperad. Runt Triandaíika är det tätbefolkat, med 356 invånare per kvadratkilometer. Närmaste större samhälle är Agrínio, 4,3 km sydost om Triandaíika. == Kommentarer ==
1. ↑  Framräknat ur variansen i alla höjduppgifter (DEM 3") från Viewfinder Panoramas, inom 10 km radie.[2] Mer om algoritmen finns här: Användare:Lsjbot/Algoritmer.